# والهرموسو اسپرینگز (آلاباما)
والهرموسو اسپرینگز (به انگلیسی: Valhermoso Springs) یک منطقهٔ مسکونی در ایالات متحده آمریکا است که در شهرستان مورگان، آلاباما واقع شده‌است. والهرموسو اسپرینگز ۷۴٫۹۸ متر بالاتر از سطح دریا واقع شده‌است.